# Clemente III
Clemente III, de nombre secular Paolo Scolari, (Roma, c. 1124-27 de marzo de 1191) fue el 174.º papa de la Iglesia católica desde el 19 de diciembre de 1187 hasta su muerte en 1191.
Fue elegido papa en la ciudad de Pisa, donde había fallecido su predecesor mientras preparaba la reconquista de Jerusalén. Aprovechando la buena acogida de sus paisanos romanos, comenzó a trabajar inmediatamente para lograr su retorno a Roma, ciudad de la que el papado fue exiliado en 1153 al constituirse Roma en municipio libre bajo el mandato de Arnaldo de Brescia, llegándose a un acuerdo que permitía a Clemente III volver a Roma en 1188 y elegir al gobernador de la ciudad, a cambio del reconocimiento del Senado Romano y de la elección por el pueblo de sus magistrados.
Tras este éxito, Clemente III dirigió su atención a la reconquista de Jerusalén mediante la organización de la Tercera Cruzada. Para ello se reconcilió con el emperador Federico I Barbarroja, logrando que se pusiera al frente de un poderoso ejército en el que también participarán los reyes Ricardo I de Inglaterra y Felipe II de Francia.
Sin embargo, el conflicto con el emperador germano no tardará en reavivarse cuando, a la muerte de Guillermo II de Sicilia, vasallo del papa, en 1189, Enrique VI, que había sucedido a su padre Federico I Barbarroja muerto en Tierra Santa, reclamó el reino siciliano haciendo valer los derechos de su esposa Constanza.
El papa, viendo peligrar su independencia si Enrique VI lograba su propósito, apoyó la elección como rey de Tancredo de Sicilia, lo que provocó la entrada del emperador germánico en Italia al frente de un gran ejército para forzar una entrevista con el papa y conseguir el reconocimiento de sus derechos, lo cual no logró debido al fallecimiento de Clemente III el 27 de marzo de 1191.
Las profecías de San Malaquías se refieren a este papa como De schola exiet (Salido de la escuela), cita que hace referencia a su apellido, Scolari (= de la escuela).